# Distretto di Adıyaman
Il distretto di Adıyaman (in turco Adıyaman ilçesi) è uno dei distretti della provincia di Adıyaman, in Turchia.